# Marianne Vlasveld
Marianne Vlasveld née le 17 juin 1967 à Roelofarendsveen,  est une triathlète néerlandaise, triple championne d'Europe et double championne du monde de triathlon d'hiver (2002 et 2003).

## Biographie
Elle finit 40e aux championnats du monde de ski nordique 2003 longue distance.

## Palmarès
Le tableau présente les résultats les plus significatifs (podium) obtenus sur le circuit international de triathlon et de duathlon depuis 1999.
| Année | Compétition                                    | Pays      | Position           | Temps           |
| ----- | ---------------------------------------------- | --------- | ------------------ | --------------- |
| 2005  | Championnat du monde de triathlon d'hiver      | Slovénie  | Médaille d'argent  | 1 h 19 min 34 s |
| 2005  | Championnat d'Europe de triathlon d'hiver      | Allemagne | Médaille d'argent  | 1 h 43 min 21 s |
| 2004  | Championnat du monde de triathlon d'hiver      | Suisse    | Médaille d'argent  | 1 h 19 min 7 s  |
| 2003  | Championnat du monde de triathlon d'hiver      | Allemagne | Médaille d'or      | 1 h 32 min 36 s |
| 2003  | Championnat d'Europe de triathlon d'hiver      | Slovénie  | Médaille d'or      | 1 h 36 min 58 s |
| 2003  | Championnats des Pays-Bas de triathlon d'hiver | Pays-Bas  | Médaille d'or      | 2 h 48 min 25 s |
| 2003  | Championnats des Pays-Bas de duathlon          | Pays-Bas  | Médaille d'argent  | 2 h 19 min 50 s |
| 2002  | Championnat du monde de triathlon d'hiver      | Italie    | Médaille d'or      | 1 h 45 min 4 s  |
| 2002  | Championnat d'Europe de triathlon d'hiver      | Autriche  | Médaille d'argent  | 2 h 7 min 5 s   |
| 2002  | Championnats des Pays-Bas de triathlon d'hiver | Pays-Bas  | Médaille d'or      | 2 h 59 min 56 s |
| 2001  | Championnat du monde de triathlon d'hiver      | Suisse    | Médaille de bronze | 1 h 46 min 52 s |
| 2001  | Championnat d'Europe de triathlon d'hiver      | Autriche  | Médaille d'or      | 1 h 41 min 51 s |
| 2001  | Championnats des Pays-Bas de triathlon d'hiver | Pays-Bas  | Médaille d'or      | 2 h 47 min 58 s |
| 2000  | Championnat d'Europe de triathlon d'hiver      | Autriche  | Médaille d'argent  | 2 h 11 min 47 s |
| 1999  | Championnat du monde de triathlon d'hiver      | Italie    | Médaille de bronze | 2 h 5 min 57 s  |
| 1999  | Championnat d'Europe de triathlon d'hiver      | Italie    | Médaille d'or      | 2 h 7 min 44 s  |
| 1999  | Championnats des Pays-Bas de triathlon d'hiver | Pays-Bas  | Médaille d'or      | 6 h 23 min 52 s |